# 레즈 시스터스
레즈 시스터스(The Rez Sisters)는 캐나다의 작가 톰슨 하이웨이의 희곡으로, 1986년 11월 26일 처음 공연되었다.
한국에서 캐나다 연극은 퀘벡 프랑스어 작품 중심으로 소개되었다. 양국 수교 60주년을 맞은 2023년, 다양한 캐나다 문학, 예술을 소개하려는 노력이 결실을 맺었다. 인디언 보호 구역에 사는 일곱 여성들의 삶, 애환을 환상적으로 묘사했다.

## 내용
인디언 소녀가 백인 남성들에게 잔인하게 유린당하고 살해된 일명 “자브니칸 사건”을 극화했다. 캐나다 최고 연극상인 ‘도라 메이버 부어 어워드’를 수상했고 영국에서는 최고의 소수민족 희곡 작품 5선 중 한 편으로 선정되었다. 전 세계적 흥행에 힘입어 2007년 한국 초연이 이루어졌다. 예술의전당에서 이용녀, 이호성 배우 출연으로 진행되었다.
배경은 가상의 인디언 보호 구역 와세이치간 힐, 혈연과 혼인으로 얽힌 일곱 여성들이 토론토에서 열리는 “지상 최대의 빙고 쇼”에 참가하기 위해 여행을 떠난다. 여정에서 일곱 여성이 지닌 각별한 사연이 하나둘 밝혀진다. 서로 헐뜯고 미워하고 다투지만 누구보다 깊이 서로를 이해하는 이들을 멀리서 또는 가까이서 지켜보는 존재가 있다. ‘나나부시’다. 북미 원주민의 생활양식과 사고 체계에 깊이 뿌리내리고 있는 설화 속 존재다. 기독교의 메시아와 유사한 경외 대상이지만 유머를 지녔다. 극 전반에 걸쳐 ‘갈매기’ 또는 ‘쏙독새’ 형상으로 나타나 인물들과 어우러진다. 하지만 모든 인물들이 나나부시를 볼 수 있는 건 아니다. 원주민의 삶은 도시민의 양식 안으로 빠르게 흡수되었다. 원주민과 나나부시의 영적 유대의 고리가 점점 약해지고 있음이 이런 설정에서 드러난다.
톰슨 하이웨이는 캐나다 영어권 문학에서 독보적인 존재감을 자랑한다. 캐나다 원주민의 삶과 문화를 작품에 사실적으로 구현해 낸다.